# Acrossocheilus
Los Acrossocheilus son un género de peces de la familia de los Cyprinidae en el orden de los Cypriniformes.

## Morfología
La longitud máxima de los peces de estas especies varía entre 8 y 20 cm . La mayor parte de los peces de este género se encuentra en el Sudeste Asiático, China y Vietnam.

## Especies
Contiene las siguientes especies, con alguna descritas ocasionalmente:
- Acrossocheilus aluoiensis (Nguyen, 1997)
- Acrossocheilus baolacensis Nguyen, 2001
- Acrossocheilus beijiangensis Wu & Lin, 1977
- Acrossocheilus clivosius (Lin, 1935)
- Acrossocheilus fasciatus (Steindachner, 1892)
- Acrossocheilus formosanus (Regan, 1908)
- Acrossocheilus hemispinus (Nichols, 1925)
- Acrossocheilus iridescens (Nichols & Pope, 1927)
- Acrossocheilus jishouensis Zhao, Chen & Li, 1997
- Acrossocheilus kreyenbergii (Regan, 1908)
- Acrossocheilus labiatus (Regan, 1908)
- Acrossocheilus lamus (Mai, 1978)
- Acrossocheilus longipinnis (Wu, 1939)
- Acrossocheilus macrophthalmus Nguyen, 2001
- Acrossocheilus malacopterus Zhang, 2005
- Acrossocheilus monticola (Günther, 1888)
- Acrossocheilus paradoxus (Günther, 1868)
- Acrossocheilus parallens (Nichols, 1931)
- Acrossocheilus rendahli (Lin, 1931)
- Acrossocheilus spinifer Yuan, Wu & Zhang, 2006
- Acrossocheilus stenotaeniatus Chu & Cui, 1989
- Acrossocheilus wenchowensis Wang, 1935
- Acrossocheilus xamensis Kottelat, 2000
- Acrossocheilus yalyensis Nguyen, 2001
- Acrossocheilus yunnanensis (Regan, 1904)